# Navsari
Navsari är en stad i den indiska delstaten Gujarat och är centralort i ett distrikt med samma namn. Folkmängden uppgick till cirka 170 000 invånare vid folkräkningen 2011. Storstadsområdet, inklusive bland annat närbelägna Vijalpor, beräknades ha cirka 330 000 invånare 2018. Navsari ligger 37 km söder om Surat, vid järnvägen Bombay–Surat–Vadodara. Staden har en stor parsisk koloni och är särskilt ett hem för en av parsernas prästklasser (mobed), samt hyser deras mest vördade eldtempel.

## Kända personer från Navsari
- Jamsetji Tata